# Nuoto ai Giochi della XX Olimpiade - 200 metri farfalla maschili
La competizione dei 200 metri farfalla maschili di nuoto ai Giochi della XX Olimpiade si è svolta il 28 agosto 1972 alla Olympia Schwimmhalle di Monaco di Baviera.

## Programma
| Data      | Ora   | Round      | Note                           |
| --------- | ----- | ---------- | ------------------------------ |
| 28 agosto | 10:00 | 4 batterie | I migliori 8 tempi alla finale |
| 28 agosto | 18:00 | Finale     |                                |

## Risultati

### Batterie
| Pos. | Atleta          | Nazione        | Tempo   | Pos F |
| ---- | --------------- | -------------- | ------- | ----- |
| 1    | Gary Hall       | Stati Uniti    | 2'03"70 | 3 Q   |
| 2    | András Hargitay | Ungheria       | 2'05"05 | 4 Q   |
| 3    | Roger Pyttel    | Germania Est   | 2'08"72 | 13    |
| 4    | Sean Maher      | Gran Bretagna  | 2'09"39 | 16    |
| 5    | Jorge Jaramillo | Colombia       | 2'10"24 | 19    |
| 6    | Walter Mack     | Germania Ovest | 2'11"03 | 21    |
| 7    | Vasil Dobrev    | Bulgaria       | 2'11"28 | 22    |

| Pos. | Atleta             | Nazione           | Tempo     | Pos F  |
| ---- | ------------------ | ----------------- | --------- | ------ |
| 1    | Robin Backhaus     | Stati Uniti       | 2'03"11   | 2 Q    |
| 2    | Folkert Meeuw      | Germania Ovest    | 2'06"13   | 8 Q    |
| 3    | Yasuhiro Komazaki  | Giappone          | 2'08"72   | 14     |
| 4    | Hugo Valencia      | Messico           | 2'09"56   | 17     |
| 5    | Andrzej Chudziński | Polonia           | 2'12"62   | 25     |
| 6    | Geoffrey Ferreira  | Trinidad e Tobago | 2'19"76   | 27     |
| -    | Angelo Tozzi       | Italia            | [2'10"82] | Squal] |

| Pos. | Atleta            | Nazione          | Tempo   | Pos F |
| ---- | ----------------- | ---------------- | ------- | ----- |
| 1    | Hans Fassnacht    | Germania Ovest   | 2'05"39 | 5 Q   |
| 2    | Jorge Delgado     | Ecuador          | 2'05"61 | 7 Q   |
| 3    | Viktor Sharygin   | Unione Sovietica | 2'06"76 | 10    |
| 4    | James Findlay     | Australia        | 2'08"36 | 12    |
| 5    | Ron Jacks         | Canada           | 2'09"04 | 15    |
| 6    | Ricardo Marmolejo | Messico          | 2'10"00 | 18    |
| 7    | Jacques Leloup    | Belgio           | 2'10"79 | 20    |
| 8    | Roy Chan          | Singapore        | 2'20"30 | 28    |

| Pos. | Atleta           | Nazione       | Tempo   | Pos F |
| ---- | ---------------- | ------------- | ------- | ----- |
| 1    | Mark Spitz       | Stati Uniti   | 2'02"11 | 1 Q   |
| 2    | Hartmut Flöckner | Germania Est  | 2'05"54 | 6 Q   |
| 3    | John Mills       | Gran Bretagna | 2'06"58 | 9     |
| 4    | Brian Brinkley   | Gran Bretagna | 2'06"82 | 11    |
| 5    | Byron MacDonald  | Canada        | 2'12"12 | 23    |
| 6    | Gaetano Carboni  | Italia        | 2'12"16 | 24    |
| 7    | Hsu Tung-Hsiung  | Taiwan        | 2'16"35 | 26    |
| 8    | Carlos Singson   | Filippine     | 2'23"70 | 29    |

### Finale
| Pos.    | Atleta           | Nazione        | Tempo   | Nota            |
| ------- | ---------------- | -------------- | ------- | --------------- |
| Oro     | Mark Spitz       | Stati Uniti    | 2'00"70 | Record mondiale |
| Argento | Gary Hall        | Stati Uniti    | 2'02"86 |                 |
| Bronzo  | Robin Backhaus   | Stati Uniti    | 2'03"23 |                 |
| 4       | Jorge Delgado    | Ecuador        | 2'04"60 |                 |
| 5       | Hans Fassnacht   | Germania Ovest | 2'04"69 |                 |
| 6       | András Hargitay  | Ungheria       | 2'04"69 |                 |
| 7       | Hartmut Flöckner | Germania Est   | 2'05"34 |                 |
| 8       | Folkert Meeuw    | Germania Ovest | 2'05"57 |                 |